# Cyclotoma nicoleae
Cyclotoma nicoleae es una especie de coleóptero de la familia Endomychidae.

## Distribución geográfica
Habita en Chapa y Tonkín en (Vietnam).